# Bezirksgericht Mittweida
Das Bezirksgericht Mittweida war von 1855 bis 1879 ein Gericht im Königreich Sachsen mit Sitz in Mittweida.

## Geschichte
Mit dem Gesetz, die künftige Einrichtung der Behörden erster Instanz für Rechtspflege und Verwaltung betreffend vom 11. August 1855 wurden die Eingangsgerichte neu geordnet. Die Patrimonialgerichte wurden endgültig aufgelöst, Verwaltung und Rechtsprechung getrennt. Die Details der Verwaltungsreform regelten das sächsische Gerichtsverfassungsgesetz vom 11. August 1855 und die Verordnung über die Bildung der Gerichtsbezirke vom 2. September 1856.
Eingangsgerichte waren nur die Gerichtsämter und Bezirksgerichte. Als mittlere Instanz wurden vier Appellationsgerichte eingerichtet. Oberste Instanz war das Oberappellationsgericht Dresden.
Das Bezirksgericht Mittweida war dem Appellationsgericht Leipzig nachgeordnet. Das Bezirksgericht war Gerichtsamt für die Stadt Mittweida. Daneben waren ihm folgende Gerichtsämter nachgelagert: Gerichtsamt Mittweida, Gerichtsamt Haynichen, Gerichtsamt Roßwein, Gerichtsamt Waldheim und Gerichtsamt Burgstädt. 1860 wurde das Bezirksgericht Rochlitz aufgehoben und aus dessen Sprengel die Gerichtsämter Rochlitz, Geringswalde, Hartha und Penig dem Bezirksgericht Mittweida zugeordnet.
1879 wurden das Bezirksgericht Mittweida und seine Gerichtsämter aufgehoben. An deren Stelle wurden Amtsgerichte gebildet. Dies waren Amtsgericht Mittweida, Amtsgericht Hainichen, Amtsgericht Rosswein, Amtsgericht Rochlitz, Amtsgericht Penig und Amtsgericht Burgstädt.